# Marcela Morelo
Marcela Alejandra Lucía Morelo (Lanús, 13 de diciembre de 1969), conocida como Marcela Morelo, es una cantautora argentina de música latina que fusiona pop latino con diversos géneros. Ha vendido más de un millón de discos en Latinoamérica y Europa, acumula 8 premios Gardel, 9 discos de Oro y 2 de Platino.

## Biografía
Es la hija mayor de Eduardo Morelo y Nelly Fontanals. Tiene 2 hermanas menores, una de ellas, Erica Morelo, también se dedica a la música como corista en sus shows y solista.
Marcela comenzó a estudiar música a los 7 años y aprendió a cantar y acompañar su canto con la guitarra a los 9 años. Su abuelo tocaba el bandoneón y actuaba en una orquesta de tango. Antes de dedicarse a la música, Morelo trabajó como vendedora en una tienda de ropa, cajera en un supermercado y empleada en Correo Argentino.
En 2014, se casó con el músico y productor Rodolfo Lugo tras 17 años de relación, el hijo del productor forma parte de la banda como baterista. Posteriormente, la pareja adoptó tres niños.

## Carrera
Comenzó a trabajar en Leader Music a comienzos de 1990 con una banda de cumbia llamada Cumbia Pop, fungiendo como voz femenina y compositora, donde conoce a Rodolfo Lugo quien años más tarde se convertiría en su productor y posteriormente pareja. Paralelo a eso, se dedicaba a la grabación de jingles para publicidades.
En 1997, lanzó su álbum debut, Manantial, con una colección de canciones que había escrito. Varios sencillos lanzados del álbum, incluyendo "La fuerza del engaño" y "Corazón salvaje" fueron éxitos de las listas no solo en Argentina sino en Europa y América Latina. El álbum recibió un Disco de Oro después de tres meses y finalmente vendió suficientes copias para recibir un Disco de Platino.
Otros lanzamientos de Morelo, incluidos Eclipse (1999), Tu boca (2001) e Invisible (2003), fueron aclamados.
Morelo colaboró con Celia Cruz, Chichi Peralta y Franco De Vita en una canción de temática navideña, "Fuerte Navidad". Grabó un dúo con Miliki en su disco "A mis niños de 30", titulado "Susanita", una canción popular española para niños. Para ayudar en la lucha contra el cáncer de mama, Morelo junto con Rocío Dúrcal, Rosario, Ana Torroja y otros grabaron un álbum titulado Mujer.
En 2017, Morelo lanzó una compilación de "lo mejor de" Los 20 de Morelo, que incluye una nueva canción, "No voy a cambiarte", a dúo con el intérprete mexicano Carlos Rivera.
En 2019, Morelo lanzó el sencillo "La salida", a dúo con la intérprete española Rozalén. Para promocionar el sencillo, Morelo y Rozalén interpretaron la canción en el Teatro Colón de Buenos Aires.
Con más de 30 años sobre los escenarios ha grabado 11 discos, ganado un total de 9 discos de Oro y 2 de Platino, ha alcanzado altos puesto en listas de éxitos de Argentina, España e Italia.
Obtuvo la premiación de Mejor álbum Pop Femenino de los Premios Gardel en ocho ocasiones.
Ha colaborado con decenas de artistas nacionales e internacionales. En 2024 el grupo La T y M y The Planta cantaron con ella su hit del año 2005 y fue titulado "Lo mismo que a mi". El video oficial se posicionó en el quinto video más reproducido en Argentina en octubre de 2024, alcanzando el quinto lugar en tendencias el 12 de octubre; acumuló más de 2.6 millones de reproducciones y alcanzó su posición máxima en las listas de Argentina en el puesto 92 y en Uruguay en el puesto 58 el 2 de noviembre de 2024.
Actualmente sus discos cuentan sólo en Spotify con más de 94 millones de reproducciones.

## Colaboraciones
- "Fuerte Navidad", junto a Celia Cruz, Chichi Peralta y Franco De Vita, entre otros
- "A mis niños de 30 años", junto a Miliki
- "Mujer", junto a Martirio, Rocío Dúrcal, Rosario, Ana Torroja, entre otros artistas
- "Música Esperanza", junto a Gisel Finizio
- "SudRealismo", junto al sexteto Cabernet Vocal
- "Cantora 2", junto a Mercedes Sosa
- "Reevolución", junto a Abel Pintos
- "De Buenos Aires para el mundo", junto a Los Ángeles Azules
- Participó, además, del ciclo "Mujeres argentinas" -organizado por Lito Vitale- junto a Patricia Sosa, Sandra Mihanovich y Melania Pérez
- "Ave Fenix 2 (Fenixidad)", junto a Lito Vitale
- "Sean Eternos Los Palmeras", junto a Los Palmeras
- "El Futuro", junto a Mala Fama
- "40 Años", junto a Los 4 de Córdoba
- "Kunter", junto a Los Del Portezuelo
- "Sendas", junto a Orellana Lucca
- "A Solas", junto a Camilu
- "50 Años de música", junto a Jairo
- "Encuentro Supremo", junto a David Lebón
- "Gaucha", junto a Mavi Díaz y Los Folkies
- "40 Años de musica", junto a Sandra Mihanovich
- "Instinto", junto a Destino San Javier
- "Concierto Inolvidable, Cacho y sus amigos (Sinfonico)", junto a Cacho Castañal
- "Almas Gemelas", junto a Soledad Pastorutti
- "La Salida", junto a Rozalen
- "Sin Miedo 2020", junto a varios artistas -organizado por La Cruz Roja Española
- Fue intérprete de la cortina musical del juego de azar Telekino, en 1992. Esta cortina se usaría hasta 1998.
- Interpretó tres canciones del CD A bailar y a jugar con el Big de la señal The Big Channel, en 1994. Estas son A bailar y a jugar con el Big, Renato y Tómbola.

## Premios y nominaciones
- Nominada, Premios Amigo 1998, "Mejor Artista Femenina — Latina", por su disco Manantial.[10]

| Premios Carlos Gardel | Premios Carlos Gardel               | Premios Carlos Gardel     | Premios Carlos Gardel |
| Año                   | Categoría                           | Trabajo nominado          | Resultado             |
| --------------------- | ----------------------------------- | ------------------------- | --------------------- |
| 1999                  | Mejor artista revelación            | Manantial                 | Ganadora              |
| 1999                  | Mejor álbum de artista pop femenina | Manantial                 | Ganadora              |
| 2000                  | Mejor álbum de artista pop femenina | Eclipse                   | Ganadora              |
| 2002                  | Mejor álbum de artista pop femenina | Tu boca                   | Ganadora              |
| 2006                  | Mejor álbum de artista pop femenina | Morelo 5                  | Ganadora              |
| 2008                  | Mejor álbum de artista pop femenina | Fuera del tiempo          | Nominada              |
| 2010                  | Mejor álbum de artista pop femenina | Otro plan                 | Ganadora              |
| 2013                  | Mejor álbum de artista pop femenina | El club de los milagros   | Ganadora              |
| 2017                  | Mejor álbum de artista pop femenina | Espinas & pétalos         | Ganadora              |
| 2020                  | Mejor canción de dueto/colaboracón  | «Amor» feat. Los Palmeras | Nominada              |

- Ganadora Premio Konex - Diploma al Mérito 2025, "Romántico Melódico".[11]

## Discografía

### Álbumes
| Año  | Título                  | Certificado  | Discográfica |
| ---- | ----------------------- | ------------ | ------------ |
| 1997 | Manantial               |              | BMG          |
| 1999 | Eclipse                 |              | BMG          |
| 2001 | Tu boca                 |              | BMG          |
| 2003 | Invisible               |              | BMG          |
| 2005 | Morelo 5                |              | Sony-BMG     |
| 2007 | Vivo fuera del tiempo   |              | Sony-BMG     |
| 2009 | Otro plan               | Disco de oro | Sony Music   |
| 2012 | El club de los milagros |              | Sony Music   |
| 2016 | Espinas & pétalos       |              | Sony Music   |
| 2017 | Los 20 de Morelo        |              | Sony Music   |
| 2020 | Tu mejor plan           |              | Sony Music   |

### Sencillos
- La fuerza del engaño (1997)
- No me lastimes (1997)
- Corazón salvaje (1997)
- Esperar por ti (1998)
- Manantial (1998)
- Ponernos de acuerdo (1999)
- Para toda la vida (1999)
- Luna bonita (1999)
- Tormento de amor (1999)
- Viene y va (cortina de la telenovela Calientes) (2000)
- Tu boca (2001)
- Una y otra vez (2001)
- Mi reino pobre (Sacrificios de amor) (2001)
- Gotitas (2001)
- Sin un beso (2003)
- Buen día (2003)
- Te está pasando lo mismo que a mi (2005)
- No me lo perdono (2005)
- Dicen (2006)
- Para toda la vida (con Bahiano) (2007)
- La tortuga (2008)
- Luz del cielo (2009)
- Creer (2009)
- Un gajo de tu amor (2012)
- Princesa (2016)
- Destinados para amar (2016)
- No voy a cambiarte (con Carlos Rivera) (2017)
- Si tú te vas  (2018) (con Destino San Javier)
- La salida (con Rozalén) (2019)
- Almas gemelas (con Soledad Pastorutti) (2020)
- Almas gemelas (versión acústica) (con Soledad Pastorutti) (2020)
- No podrás (2020)
- Mi único amor (con Los Ángeles Azules) (2020)
- La vida es un carnaval (con Los Palmeras) (2021)
- Chau Me Puedo Equivocar (con Diego Torres) (2022)
- Chau me Puedo equivocar - Versión Reggae (con Diego Torres) (2023)
- La historia sin final (2023)
- Me conquistaste (con Rodrigo Tapari) (2024)
- Una y Otra Vez (con Anita Valiente) (2024)
- Lo mismo que a mi (con The La Planta y La T y la M) (2024)